# Chris Tucker
Christopher Norris Tucker (* 31. srpna 1971 Decatur, Georgie) je americký herec. Během studia se živil jako komik. Poté, co se přestěhoval do Hollywoodu, se začal jako komik živit profesionálně.

## Filmografie
- House Party 3 – 1994
- Mrtví prezidenti – 1995
- Panter – 1995
- Pátek – 1995
- Jackie Brownová – 1997
- Pátý element – 1997
- Řeč peněz – 1997
- Křižovatka smrti – 1998
- Křižovatka smrti 2 – 2001
- You Rock My World – 2001
- Křižovatka smrti 3 – Tentokráte v Paříži – 2007
- Terapie láskou – 2012
- Air: Zrození legendy – 2023